# Ivan Pavlů
Ivan Pavlů (* 18. února 1938 Praha) je český archeolog specializující se na neolit, konkrétně pak na kulturu s lineární keramikou a propagaci statistických metod v archeologii (statistické zpracování a kodifikace keramiky).

## Studium
Absolvoval obor archeologie na FF Karlovy university v Praze v letech 1956–1961 prací Organizace neolitické zemědělské společnosti ve světle archeologických pramenů (The Organisation of the neolithic agricultural society in the light of archaeological records).
Disertaci CSc. předložil v roce 1976 s titulem Problematika chronologického třídění nestratifikovaných sídlištních nálezů kultury s lineární keramikou (The chronological classification questions of unstratified Linear Pottery Culture finds), publikováno 1977: K metodice analýzy sídlišť s lineární keramikou. Památky archeologické LXVIII, 5–55. Disertaci (DrSc.) zpracoval v roce 1996, práce vyšla knižně v nakladatelství Carolinum 1997: Pottery Origins (Původ keramiky), 1997, Praha: Carolinum.181 str. ISBN 80-7184-231-1.

## Odborná činnost
V Archeologickém ústavu AV ČR Praha pracuje od roku 1963, vedl výzkumnou základnu v Bylanech u Kutné Hory (1971–1988), prováděl řadu projektů zaměřených na výzkum neolitických sídlišť (Žimutice, Vochov, Křimice, Nynice, Třebenice) a jejich analýzu na základě keramiky (Březno, Praha-Liboc, Močovice, Holohlavy, regiony Kutná Hora a Kolín). Publikoval je samostatně nebo ve spolupráci s dalšími autory. V současnosti pracuje na pracovišti ARÚP v Kutné Hoře.
Je spoluautorem série publikací o výzkumu v Bylanech a rediguje sborníky Bylany Varia (dosud tři svazky).
Mezi nejvýznamnější výzkumy patří navázání na práci Bohumila Soudského v Bylanech a Miskovicích u Kutné Hory (od 1971), dále je to archeologický výzkum ve Vochově (1977–1980).

## Rodina
Jeho manželkou je archeoložka (se specializací na středověkou archeologii) Irena Pavlů, se kterou má tři dcery.

## Dílo
- Seznam děl v Souborném katalogu ČR, jejichž autorem nebo tématem je Ivan Pavlů
- Březno: osada z mladší doby kamenné v severozápadních Čechách (s I. Pleinerovou), Ústí n. L. 1979.
- Bylany. Katalog sekce A. Výzkum 1953 – 1967. Díl 1. (s M. Zápotockou) Praha 1983.
- Bylany. Katalog sekce A. Výzkum 1953 – 1967. Díl 2. (s M. Zápotockou a O. Soudským) Praha 1983.
- Pottery origins. Praha 1997.
- Life on a Neolithic Site. Praha: Archeologický ústav AV ČR 2000.
- Neolitické komponenty na polykomponentních lokalitách v mikroregionu Vrchlice a Klejnárky – Neolithic Components of Localities within the Vrchlice-Klejnárka Microregion. In: I. Pavlů (eds.), Bylany Varia 2. Praha: Archeologický ústav AV ČR 2002.
- Neolithic Traditions: Anatolia and the Linear Band Ceramic Culture. In: M. Özdoğan – H. Hauptmann – N. Başgelen (eds.), Köyden Kente. From Village to Cities, 141-146. Istanbul: Arkeoloji ve Sanat 2003.
- The Origins of the Early Linear Pottery Culture in Bohemia. In: A. Lukes - M. Zvelebil (eds.), LBK Dialogues. Studies in the formation of the Linear Pottery Culture. BAR 1304, 83-90. London 2004.
- Činnosti na neolitickém sídlišti Bylany. Activities on the Neolithic Site Bylany. Praha: Archeologický ústav AV ČR 2010.